# Peramuridae
I peramuridi (Peramuridae) sono un gruppo di mammiferi estinti, vicini all'origine dei teri. Vissero tra il Giurassico superiore e il Cretaceo inferiore (circa 165 - 140 milioni di anni fa) e i loro resti fossili sono stati ritrovati in Europa e in Africa.

## Descrizione
Di piccole dimensioni, questi animali dovevano essere grandi all'incirca quanto un ratto. Sono conosciuti quasi essenzialmente per la dentatura, e potrebbero rappresentare un importante passo verso lo sviluppo dei molari tribosfenici che caratterizzano gli attuali mammiferi placentali e marsupiali. Peramuridi ben noti, come Peramus, possedevano solo otto denti post-canini, sia nella mascella che nella mandibola, che sono stati interpretati come quattro premolari e quattro molari o come cinque premolari e tre molari. Secondo quest'ultima ipotesi, i talonidi dei primi due molari superiori possiedono un bacino incipiente, contornato da una seconda cuspide oltre a quella presente in altri mammiferi simili ma più arcaici, come Amphitherium. Gli ultimi premolari erano dotati di una corona più alta rispetto ai denti adiacenti. I denti molariformi superiori erano caratterizzati da un grande paracono, seguito da un metacono molto più basso, affiancato da cuspidi stilari. Il margine linguale era leggermente rigonfio, ma non era ancora presente un protocono (Clemens e Mills, 1971; Sigogneau-Russell, 1999). 

## Classificazione
La famiglia Peramuridae venne istituita da Miklós Kretzoi nel 1946, ed è nota principalmente per alcuni fossili di mammiferi rinvenuti in Inghilterra in terreni del Giurassico superiore, ma sono noti anche resti provenienti dall'Africa e da terreni del Cretaceo inferiore. Tra i generi più noti si ricordano Peramus (il genere tipo, descritto per la prima volta da Richard Owen nel 1871), Peramuroides e Afriquiamus. 

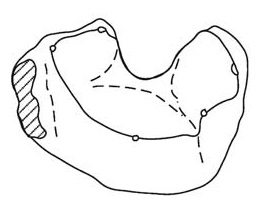
Molare superiore di Afriquiamus nessovi

Anche se le caratteristiche dei molari suggeriscono una parentela con i marsupiali e i placentali, alcuni studi indicherebbero che i peramuridi siano già troppo derivati per essere direttamente ancestrali a questi gruppi di teri moderni (Dashzeveg e Kielan-Jaworowska, 1984). Altri studi, invece, considerano i peramuridi strutturalmente intermedi tra i simmetrodonti e i mammiferi tribosfenici (Sigogneau-Russell, 1999).

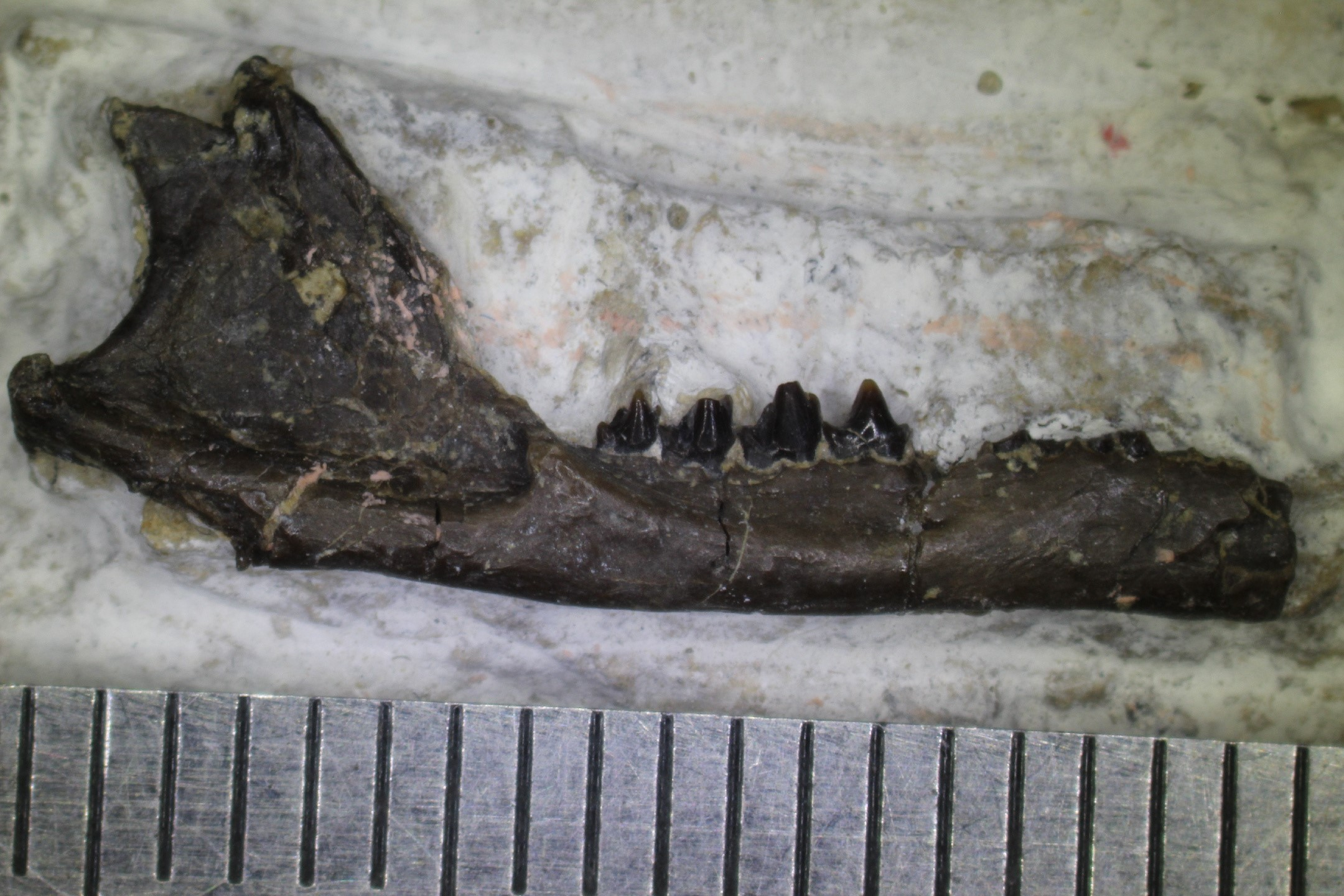
Mandibola di Peramus tenuirostris